# Teresa Majchrzak
Teresa Marianna Majchrzak (ur. 8 listopada 1941 w Bełczącu, zm. 20 marca 2021 w Poznaniu) – polska działaczka opozycji antykomunistycznej, działaczka społeczna, katolicka i kombatancka, nauczycielka. 

## Życiorys
Córka Stefanii i Zygmunta. Ukończyła Liceum Pedagogiczne w Ostrowie Wielkopolskim oraz Akademię Wychowania Fizycznego w Poznaniu. Pracowała jako nauczycielka w poznańskich przedszkolach. 
Była działaczką opozycji antykomunistycznej. Działała w ramach NSZZ „Solidarność” oraz Solidarności Walczącej. Podczas stanu wojennego funkcjonariusze ZOMO zamordowali w Poznaniu jej syna, Piotra Majchrzaka. Nie uległa wówczas zastraszeniu i nadal działała w opozycji, w tym próbując ujawnić prawdę o zamordowaniu syna. Współdziałała z dominikaninem, ojcem Honoriuszem Kowalczykiem. Po jego śmierci zaangażowała się w prace fundacji jego imienia i aż do śmierci była członkiem jej zarządu. Z jej inicjatywy posadowiono pomniki ojca Honoriusza Kowalczyka w Poznaniu i w Wylatowie, a także pomnik Piotra Majchrzaka w Poznaniu, w miejscu jego śmierci, przy kościele Najświętszego Zbawiciela. W okresie PRL komunistyczne władze umorzyły śledztwo z powodu niewykrycia sprawców śmiertelnego pobicia jej syna. Złożyła wówczas wniosek o kasację do Sądu Najwyższego, jednak został on odrzucony. Ze sprawą dotarła do Europejskiego Trybunału Praw Człowieka w Strasburgu. 
Po 1989 była prezesem Wielkopolskiego Związku Solidarności Polskich Kombatantów. Wspierała również katolicką działalność misyjną i pamięć o ofiarach zbrodni katyńskiej. 
Zmarła w wyniku infekcji wirusem COVID-19. Pochowano ją 31 marca 2021 na cmentarzu junikowskim. Premier Mateusz Morawiecki w swoim liście kondolencyjnym napisał m.in.: Śmierć śp. Teresy Majchrzak jest dla mnie wydarzeniem bolesnym z wielu powodów. Odeszła bowiem osoba szlachetna. Odeszła osoba straszliwie skrzywdzona. Odeszła osoba, która pomimo konsekwentnego, trwającego dziesięciolecia upominania się o sprawiedliwość – sprawiedliwości tej się nie doczekała. Bezkarność oprawców jej Syna jest nie do pogodzenia z państwem prawa, jakim bezwzględnie musi być nasza Ojczyzna. List odczytał na pogrzebie poseł Szymon Szynkowski vel Sęk.
Poza Piotrem, miała synów: Radosława, Jarosława i Łukasza.

## Odznaczenia
- 2019 – Złoty Krzyż Zasługi „za zasługi w działalności na rzecz przemian demokratycznych w Polsce, za działalność społeczną”[12]
- 2021 – Krzyż Wolności i Solidarności[5]